# Alexander Agricola
Alexander Agricola, rodným jménem Alexander Ackerman (1446, Gent – 15. srpna 1506, Valladolid) byl vlámský hudební skladatel narozený na území dnešní Belgie, představitel franko-vlámské školy.
Byl ve služnách francouzského Karla VII. Později působil v Miláně, od roku 1474 u dvora Lorenza Medicejského, od roku 1500 pak na burgundském dvoře Filipa I. Kastilského. Zemřel při doprovodu Filipa na cestě do Španělska. Napsal osm mší, výjimečná je však zejména jeho sekulární hudba - napsal skoro sto šansonů a karnevalových písní s italskými a nizozemskými texty.